# سیارک ۷۹۴۵
سیارک ۷۹۴۵ (به انگلیسی: 7945 Kreisau، نامگذاری:1991RK7) هفت هزار و نهصد و چهل و پنجمین سیارک کشف شده‌است که در ۱۳ سپتامبر ۱۹۹۱ کشف شد.
قدر مطلق سیارک برابر ۱۴٫۶۰ است.